# Роб Рој (роман)
Роб Рој (енгл. Rob Roy) је историјски роман британског писца Валтера Скота, први пут објављен 1817. године. Прича је вероватно смештена у 1715. годину, у време првог јакобитског устанка, а друштвена и економска позадина тог догађаја представља важан елемент романа, иако није директно обрађена. Приказ Роба Роја у роману има мало везе са историјском личношћу: „Постоје два Роба Роја. Један је живео и дисао. Други је добра прича, живописна бајка смештена у прошлост. Оба се могу прихватити као 'ваљана', али служе различитим потребама и интересовањима.”
Френк Озбалдистоун је приповедач приче. Он је син енглеског трговца који је напустио породични дом на северу Енглеске, близу границе са Шкотском, још као младић, због различитих верских уверења и темперамента у односу на свог оца и млађег брата. Када Френк одбије да се придружи очевом успешном трговачком послу, отац га шаље да живи у стричевом дому. Уместо сина, његов отац прихвата да му се Франков рођак Решли придружи у послу. Решли је интелигентан младић, али је безобзиран и изазива проблеме у пословању фирме Озбалдистоун и Трешем. Да би решио те проблеме, Френк путује у Шкотску и упознаје насловног јунака, Роба Роја Макгрегора, човека већег од живота.

## Радња
Френсис „Френк” Озбалдистоун, приповедач, започиње своју причу повратком у Лондон након неуспешних студија у Француској. Његов отац Вилијам, строг и успешан трговац, дубоко је разочаран што је Френк више времена проводио пишући поезију него учећи породични посао. Вилијам, религиозни дисидент, био је лишен наследства у корист свог млађег брата, сер Хилдебранда Озбалдистоуна, који је наследио породично имање у Нортамберланду. Пошто Френк одбија да се придружи очевој фирми, Вилијам га шаље код сер Хилдебранда, намеравајући да га замени послушнијим чланом породице.
На путу ка северу, Френк упознаје нервозног државног благајника по имену Морис и харизматичног шкотског трговца стоком по имену Кембел. У једној гостионици, Кембел их импресионира причама о храбрости, и Морис га убеђује да му буде сапутник. Убрзо након тога, Мориса опљачкају, а сумња пада на Френка због шале коју је раније изрекао у вези са Морисовом тајанственом кутијом.
По доласку у Озбалдистоун Хол, Френк упознаје сер Хилдебранда и његову шесторицу синова, који су груби и необразовани. Упознаје и Дијану Вернон, интелигентну и независну младу жену. Иако је Френк протестант, а Дијана католкиња, међу њима се развија наклоност. Једини изузетак међу синовима његовог стрица је Решли, образован и препреден, који изгледа да је у блиским односима с Дијаном. Једне вечери, када се Решли напије и постане насилан, Френк га удари, што на парадоксалан начин доводи до неке врсте климавог пријатељства. Убрзо, Френк сазнаје да је оптужен да је опљачкао Мориса, али храбро остаје да докаже своју невиност. Уз помоћ Кембела и њему наклоњеног судије, Френк бива ослобођен оптужби.
Решли је затим послат у Лондон уместо Френка како би се придружио породичној фирми. Дијана упозорава Френка да је Решли манипулативан и опасан, а Френк сазнаје више о чудним догађајима у кући, укључујући присуство мистериозног католичког свештеника, оца Вона. Френк добија писмо од очевог партнера, господина Трешема, којим га позива да дође у Глазгов. Решли је, наиме, побегао са важним финансијским документима који би могли да униште очеву фирму. Френк, у пратњи стричевог баштована Ендруа Ферсервиса, креће да их поврати.
Чим стигну у град, њих двојица одлазе у цркву, где непознати човек (Кембел) шапуће Френку да је у опасности и тражи од њега да се нађу на мосту у поноћ. Заједно потом одлазе у затвор за дужнике где се налази господин Овен, верни књиговођа Френковог оца, кога је подло затворио њихов трговачки партнер Маквити. У затвор долази и Никол Џарви, глазговски магистрат који је уједно и пријатељ Вилијама Озбалдистоуна. Френк коначно сазнаје да је Кембел у ствари Роб Рој Макгрегор, чувени горски одметник.
Следећег дана, Френк види Маквитија, Решлија и Мориса заједно. Суочава се с Решлијем насамо и упуштају се у двобој мачевима, а Роб Рој их спречава да се међусобно убију. Роб Рој каже Френку да може да му помогне и да треба да се нађу у Аберфојлу у Шкотском горју. Френк сада схвата да су Робови послови испреплетени са његовим и да је он на неки начин повезан са Решлијем и Дијаном.
Френк, Џарви и Ендру путују у Аберфојл и одседају у једној гостионици, где Френк добија поруку од Роба. Енглески војници улазе у гостионицу и хапсе их, али их касније ослобађа Робова страшна жена Хелен. Њени људи су такође заробили и Мориса и везаног га бацили у језеро. Роба Роја заробљава војводина војска, али он успева да побегне током преласка реке.
У шуми, Френк сусреће Дијану и њеног оца, сер Фредерика Вернона, јакобитског бегунца који се претварао да је отац Вон. Дијана предаје Френку финансијске документе које је Решли украо. Роб Рој води Френка на сигурно и објашњава како су он и Решли опљачкали Мориса, али из различитих разлога — Роб као лопов и уцењивач, Решли као јакобитски агент.
Назад у Глазгову, Френк се мири са оцем и фирма бива спасена, а Џарви постаје његов нови пословни партнер уместо Маквитија. Истовремено избија јакобитска побуна, а Френк се придружује снагама краља Џорџа. Након што устанак пропадне, Френк сазнаје да су погинули сви синови сер Хилдебранда осим Решлија, кога се отац одрекао, као и да је он сада проглашен за наследника Озбалдистоун Хола.
Приликом посете имању, Френк затиче Дијану и њеног оца сакривене у библиотеци. Њих хватају Решли и локалне власти, али Роб Рој и његови људи праве заседу, ослобађају их и убијају Решлија. Дијана и њен отац беже у Француску. Касније, уз очево одобрење, Дијана добија слободу да сама изабере своју будућност. Она и Френк се венчавају, а он се придружује породичном послу.

## Ликови
- Френсис „Френк” Озбалдистоун, приповедач
- Дијана Вернон, ћерка сер Фредерика Вернона и нећака сер Хилдебранда
- Решли Озбалдистоун, најмлађи син сер Хилдебранда
- Никол Џарви, глазговски магистрат
- Ендру Ферсервис, баштован сер Хилдебранда и касније Френков слуга
- Роб Рој Макгрегор (Кембел), чувени горски одметник
- Хелен, Робова жена
- Вилијам Озбалдистоун, Френков отац
- Сер Хилдебранд Озбалдистоун, млађи брат Вилијама Озбалдистоуна
- Господин Овен, књиговођа Вилијама Озбалдистоуна
- Морис, државни благајник
- Сер Фредерик Вернон, отац Дијане Вернон
- Ентони Сидал, батлер сер Хилдебранда
- Инглвуд, судија
- Џозеф Џобсон, бележник судије Инглвуда
- Дугал Грегор, глазговски тамничар
- Капетан Торнтон, енглески официр

## Позадина
Џон Балантајн, Скотов књижевни агент, саставио је уговор за Роба Роја 5. маја 1817. године са Арчибалдом Констеблом и издавачком кућом Longman, који су објавили прва три Вејверли романа, а сам аутор је изгубио поверење у издаваче свог последњег књижевног дела Приповести мог домаћина – Џона Марија и Вилијама Блеквуда, који су се показали као недовољно посвећени том пројекту. Чини се да је Скот одмах почео да пише роман, али га није завршио све до краја децембра, делимично због болести.
Роб Рој из Скотовог романа је углавном измишљен, са утицајем прича које је писац чуо и које су преношене кроз генерације. Као што је уобичајено за Скота, он слободно адаптира историјску хронологију за потребе своје приче. Неке штампане изворе је користио за различите делове дела. Тако је, за пословне ствари, користио Универзални речник трговине Малахија Постлтвејта, од којег је поседовао треће издање из 1766. године. Опис судије Инглевуда и његовог бележника директно се ослања на Мировног судију и парохијског службеника Ричарда Берна, чије је 13. издање из 1776. било у Скотовој библиотеци. Никол Џарви води порекло из друге књиге коју је поседовао: Горски одметник: или, Позната дела чувеног Роберта Макгрегора, познатог као Роб-Рој, коју је написао Елијас Брокет 1723. године.

## Историјска поставка
Прича се дешава непосредно пре јакобитског устанка из 1715. године, када је већина Шкотске била у превирању. Један британски војни одред упао је у заседу, што је довело до крвопролића. Насловни Роб Рој озбиљно је рањен у бици код Глен Шила 1719. године, у којој је британска војска састављена од Шкота и Енглеза победила јакобитску и шпанску експедицију која је имала циљ да врати династију Стјуарт на британски престо.

## Пријем
Роман је наишао на углавном ентузијастичке реакције критичара. Само три листа (The Anti-Unionist, The British Critic и The Theatrical Inquisitor) били су углавном непријатељски настројени. Ликови су углавном били похваљени, иако су неки приметили извесни степен карикатурисања; неколико критичара је указало да неки од њих имају јасну сличност са ликовима из Скотових претходних романа, али је већина приметила значајне разлике по којима их нису сматрали просто поновљеним ликовима. Иако су неки рецензенти били изненађени што Роб Рој није имао толико битну улогу какву је наслов сугерисао, роман је генерално процењен као успешан. Описи Шкотског горја и упечатљиви појединачни моменти такође су привукли много похвала. Већина критичара је сматрало да је прича доста слаба, како обично и бива са овим аутором, са невероватним случајностима и збрзаним закључком.